# مرسيدس بنز ار 230
مرسيدس بنز ار 230 (بالإنجليزية: Mercedes-Benz R230)‏ هي سيارة من صناعة مرسيدس بنز أنتجت في 2001.